# La bruja (canción)
«La bruja» es un son tuxtleco o canción popular que se ha hecho conocida en la zona de Veracruz aunque no es su lugar de origen.  Es uno de los sones más reconocidos de la región jarocha o de sotavento, y forma parte de la tradición del fandango de esa región.
Actualmente la canción se ha convertido en un himno popular en las celebraciones mexicanas, en especial durante las fiestas de día de muertos. 

## Letra y versiones
Al igual que otros sones veracruzanos tradicionales su letra ha sido modificada a través del tiempo y enriquecida con añadidos e improvisaciones. Se canta en primera persona cambiando desde la perspectiva de la "víctima" o de la "bruja". Su letra es jocosa y picaresca, maneja el doble sentido entre el tema de la brujería y el de la seducción o el cortejo.
Existen distintas versiones, dada la naturaleza de su género, ya que en el son jarocho son muy tradicionales las improvisaciones, agregando o quitando palabras de más de algún verso o copla.

## Motivos culturales
El son tradicional «La bruja» utiliza este símbolo de modo jocoso para connotar lo inusual, en el tiempo de antaño, del cortejo por parte de una dama. De ese modo, puede recrear la interpretación del símbolo "bruja" como ponderación de "lo diferente" o "lo otro", y de algún modo como aceptación e incluso regocijo ante la diferencia o novedad.
Al igual que su autoría, también se desconoce su fecha de creación, pero se sabe que es uno de los sones jarochos más antiguos y parte del sincretismo entre los símbolos del Viejo y Nuevo Mundo.